# Seeschlacht von Brest
Die Seeschlacht von Brest (auch Schlacht auf dem Penfeld genannt) im Jahre 1342 war eine Auseinandersetzung während des Bretonischen Erbfolgekriegs im Hundertjährigen Krieg zwischen einer englischen Flotte von Küstenschiffen und genuesischen Söldnergaleeren in den Diensten der franko-bretonischen Partei des Hauses Blois.

## Vorgeschichte
Nach dem Tod von Jean III., Herzog der Bretagne, im Jahre 1341 erhoben sowohl sein Halbbruder Jean Montfort als auch Charles Blois, als Ehemann seiner Nichte Johanna von Dreux, Anspruch auf die Nachfolge. Während Blois vom französischen König Philipp IV. bestätigt wurde, erhielt Montfort vom englischen König Edward III. die Zusage, ihn bei der Durchsetzung seiner Ansprüche zu unterstützen, wenn dieser Edward dafür als Lehnsherrn und rechtmäßigen König von Frankreich anerkenne. Der zunächst regionale Streit um ein französisches Lehen wurde so bald für die übergeordnete Auseinandersetzung des Hundertjährigen Krieges zwischen England und Frankreich um den französischen Thron instrumentalisiert.
Nachdem Jean Montfort zunächst weite Teile der Bretagne unter seine Kontrolle gebracht hatte, unterlag er im November 1341 in der Schlacht bei Champtoceaux dem franko-bretonischen Heer von Charles Blois. Dieser nahm Montfort gefangen und besetzte in den folgenden Monaten fast die gesamte Bretagne. Im Juli 1342 belagerten seine Truppen schließlich Brest, die letzte von den Montforts gehaltene Stadt in der Bretagne. Abgesehen von einer Kompanie von 230 englischen Söldnern unter dem Kommando von Walter Mauny, die in Brest stationiert waren, hatten die Engländer bis zu diesem Zeitpunkt die versprochene Hilfe für das Haus Montfort noch nicht geleistet. Die Gründe hierfür waren nicht so sehr fehlender Wille, als die Unfähigkeit, genügend Soldaten und Bogenschützen in England auszuheben, Verzögerungen bei den Soldzahlungen und der chronische Mangel an Schiffen für den Transport größerer Truppenverbände über den Ärmelkanal. Lediglich eine Truppe unter dem Kommando von Hugh le Despenser, die sich eigentlich auf dem Weg nach Bordeaux befand, war in der Bretagne angelandet, konnte die zahlenmäßig weit überlegene franko-bretonische Armee aber nicht aufhalten.
Von Mitte Juli 1342 an wurde die Stadt belagert, wobei der Zugang zu See von 14 genuesischen Galeeren unter dem Kommando von Carlo(?) Grimaldi blockiert wurde, die vier Jahre zuvor nach Nordfrankreich gesegelt waren und bereits im Seekrieg auf dem Ärmelkanal 1338–1340 und in der Seeschlacht von Sluis für die französische Krone gekämpft hatten.

## Vorbereitungen zur Schlacht
Die englische Flotte zum Transport der von William de Bohun, 1. Earl of Northampton, geführten Truppen in die Bretagne konnte schließlich Anfang August Portsmouth verlassen. Sie bestand aus nur 1350 Mann, die in 260 kleinen Küstenschiffen die Überfahrt antraten. Eine schnell zusammengestellte französische Flotte, die sie abfangen sollte, erreichte nur wenige Tage nach ihrem Auslaufen Portsmouth und brannte die Stadt nieder, nachdem sie den Hafen leer vorgefunden hatte. Drei Tage nachdem sie Portsmouth verlassen hatte, erreichte die englische Flotte Brest. Die genuesischen Galeeren hatten in der Mündung des Flusses Penfeld Anker geworfen.

## Schlachtverlauf
William de Bohun war ein erfahrener Befehlshaber und erkannte sofort, dass eine langwierige Anlandung der Truppen angesichts der genuesischen Galeeren nicht möglich war. Zudem drohte die Gefahr, dass diese die englische Flotte mit ihren wesentlich kleineren Schiffen ausmanövrierten und überwältigten. Er reagierte sofort und ließ seine Flotte unverzüglich angreifen, bevor die Galeeren auf das offene Meer hinausfahren konnten.
Von beiden Parteien an Land beobachtet, näherten sich die englische Boote den genuesischen Galeeren. Diese machten aber keinen Versuch auszufahren, da ein Großteil der Mannschaften an Land war und es der genuesische Kommandant offensichtlich versäumt hatte, Vorbereitungen für deren rasche Rückholung zu treffen. Lediglich den Mannschaften von drei Galeeren gelang es, ihre Schiffe klarzumachen. Aber anstatt die sich nähernden Engländer anzugreifen, steuerten sie die Mündung der Elorn an und entkamen später auf offene See. Die restlichen elf Galeeren wurden schnell von den Engländern eingeschlossen und erstürmt. Die genuesischen Seeleute mussten an den Strand fliehen, allerdings gelang es ihnen zuvor noch, ihre Schiffe in Brand zu setzen. Die französische Seeherrschaft vor der Bretagne war damit mit einem Schlag beendet. Nach diesem Sieg bemannten die Engländer wieder ihre Boote und fuhren in den Hafen von Brest ein.

## Folgen
Obwohl die englischen Verstärkungen in der belagerten Stadt dringend gebraucht wurden, wirkte sich der Sieg vor allem verheerend auf die Moral der franko-bretonischen Truppen aus. Karl von Blois überschätzte die Zahl der eingetroffenen englischen Soldaten deutlich und ließ die Belagerung unverzüglich abbrechen. Während er sich mit seinen Truppen in den Norden der Bretagne zurückzog, verweigerten die von ihm angeheuerten genuesischen und kastilischen Söldner – die einen Gutteil seiner Armee ausmachten – den weiteren Dienst und marschierten nach Bourgneuf, wo sie ihre Schiffe bestiegen und zurück nach Spanien segelten. Einige Tage später landete Robert III. von Artois mit weiteren 800 Mann in der Bretagne, und König Philipp VI. beorderte einen Teil der französischen Truppen aus der Bretagne nach Calais, wo er die bevorstehende Ankunft einer englischen Invasionsarmee vermutete. Das Kräfteverhältnis in der Bretagne hatte sich damit in kurzer Zeit völlig umgekehrt, und das fast schon besiegte Haus Montfort konnte sich neue Hoffnung auf die Erringung des Herzogtums machen.